# Clémence d'Aquitaine
Clémence d'Aquitaine, comtesse de Luxembourg, née en 1060 et morte le 4 janvier 1142, était peut-être fille de Guillaume VII, duc d’Aquitaine et d’Ermesinde. 
Elle épousa en premières noces vers 1075 Conrad Ier (1040 † 1086), comte de Luxembourg. Ils eurent :
- Henri III († 1096), comte à Luxembourg ;
- Konrad, cité en 1080 ;
- Mathilde (1070 † ), mariée à Godefroy (1075 † ), comte de Bleisgau ;
- Rodolphe († 1099), abbé de Saint-Vannes à Verdun ;
- Ermesinde (1075 † 24/6/1143), mariée :
  1. en 1096 à Albert II († 1098), comte d'Eguisheim et de Dagsbourg,
  2. en 1101 à Godefroy (1067 † 1139), comte de Namur ;
- Guillaume Ier (1081 † 1131), comte de Luxembourg.

Veuve, elle se remarie avec Gérard Ier († 1129), comte de Wassenberg et de Gueldre. Ce comte s'est marié deux fois et a eu deux enfants dont la mère n'a pas été identifiée. Ces deux enfants, qui sont peut-être nés de Clémence, sont :
- Yolande, mariée vers 1107 à Baudouin III († 1120), comte de Hainaut, puis à Godefroy de Bouchain, vicomte de Valenciennes ;
- Gérard II († 1131), comte de Gueldre et de Wassenberg.